# 許載
許載（1965年9月28日—），前南韓男籃運動員，有“籃球總統”之稱，外號浪子，在1988年夏季奥林匹克运动会上被选为运动员宣誓代表之一，曾与李忠熙、金贤俊并称韩国男篮“三剑客”。2016年至今擔任韩国国家男子篮球队主教练。兒子們許訓和許雄都是現役籃球員。

## 籃球生涯
1975年在祥明小学4年级开始打篮球，就讀龍山中學、龍山高中及中央大学時就大放異采，篮下脚步灵活。1988年加盟起亚汽车队，1990年在世界男子籃球錦標賽創下單場得分62分的最高紀錄，在1991年、1992年、1995年共获得了3次篮球最佳选手奖项。許載有高度近視，但外線神準，與李忠熙同被譽為亞洲神射手。1997年南韓職籃元年效力於起亞汽車。1998年投效TG三寶隊。
1999年許載被交易到藍鳥隊（DONGBU PROMY）。2003年3月8日宣布自TG三宝队退役，其9号球衣也被该俱乐部退役。
許載在南韓職籃八個球季共参加了365场比赛，共取得了4524分（史上第9）、1148个篮板、1572次助攻（史上第4）、抄球508次（史上第4）。